# Arrowtown
Arrowtown er en tidligere guldgraverby i New Zealand. Byen ligger i Otago regionen på Sydøen ikke langt fra actionbyen Queenstown.
Byen voksede i det 19. århundrede, under guldgravertiden, til en by med mere end 7,000 indbyggere, hvoraf mange kom fra andre verdensdele. Der var især mange asiater mellem de nye tilflyttere. Arrowtown blev hovedbyen i et større samfund, der bestod af de nye byer Macetown, Skippers og Bullendale. Disse byer forsvandt med tiden og er i dag kun spøgelsesbyer. Kun ganske få huse står tilbage som et minde fra en svunden æra.
Da guldet forsvandt, forsvandt indbyggerne stille og roligt og i dag har byen ca. 2.000 indbyggere. Byen er et yndet turistmål, og der er rig mulighed for at se nogle af de historiske bygninger, som er velbevarede. Byen ligner nærmest kulisserne fra en western.
Der er desuden mulighed for at prøve lykken og vaske efter guld i floden Arrow River, som engang var en af verdens rigeste floder, hvad guldindhold angår.